# Lauterbrunnen

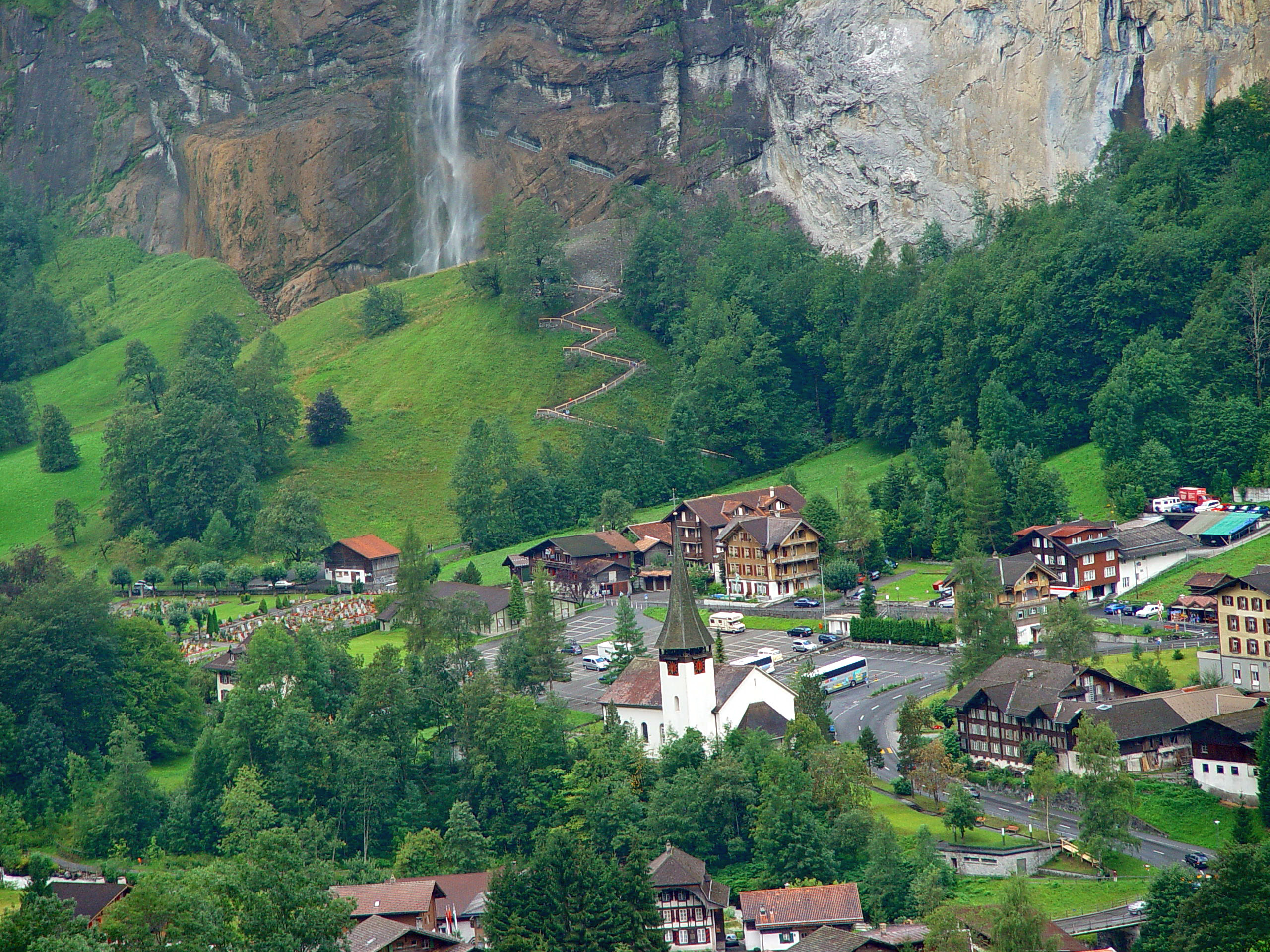
Del av Lauterbrunnen

Lauterbrunnen är en ort och kommun i distriktet Interlaken-Oberhasli i kantonen Bern, Schweiz. Kommunen har 2 315 invånare (2023).
Orten Lauterbrunnen har knappt 800 invånare.

## Geografi
Lauterbrunnen består av Lauterbrunnendalen med omgivande berg. Nere i dalen återfinns orterna Lauterbrunnen och Stechelberg, uppe i bergen i väster finns orterna Gimmelwald, Isenfluh och Mürren samt Wengen i öster. Lauterbrunnen, Stechelberg och Isenfluh är de enda orter som går att nå på det allmänna vägnätet. Övriga orter nås med järnväg eller kabinbana. Dalen går endast att nå via järnvägen eller landsvägen till Interlaken som båda går parallellt med floden Weissen Lütschine. I mitten av augusti 2005 svämmade floden över så att dalen helt isolerades och en luftbro fick upprättas.
Lauterbrunnen gränsar till kommunerna Aeschi bei Spiez, Blatten (Valais), Fieschertal (Valais), Grindelwald, Gündlischwand, Kandersteg, Lütschental, Reichenbach im Kandertal, Saxeten och Wilderswil.
I östra Lauterbrunnen återfinns delar av världsarvet glaciärområdet Jungfrau-Aletsch-Bietschhorn.
| Ort           | Invånare 31 dec 2019 |
| ------------- | -------------------- |
| Gimmelwald    | 100                  |
| Isenfluh      | 61                   |
| Lauterbrunnen | 779                  |
| Mürren        | 401                  |
| Stechelberg   | 200                  |
| Wengen        | 1 119                |

## Kommunikationer
Ortens järnvägsstation har spår med två spårvidder. Hit ansluter Berner Oberland Bahn från Interlaken med 1000 mm spårvidd. Dessutom utgår Wengernalpbahn (WAB) härifrån till Kleine Scheidegg med 800 mm spårvidd.

## Övrigt
I James Bond-filmen I hennes majestäts hemliga tjänst utspelar sig delar av handlingen i Lauterbrunnen.